# AMD K9
AMD K9是美商超微半導體（AMD）已取消研發的中央處理器微架構。原本K9架構將取代K8架構，以原生雙核心為架構的主要特性。實際K8微架構的下一代微架構是K10微架構。

## 發展歷史
K9架構的設計基於K7和K8架構，並且經過重新設計，以達成每核心每時鐘週期8條指令並發。K9是超微『Greyhound』（長腿獵狗）計劃的一部分，在2001年開始研發，由K7架構的設計團隊負責，2003年已經有A0步進的工程樣品流出。一級指令快取會有保留解碼指令的特性，本質上和對手英特爾（Intel）的追踪快取技術是一樣的。
作為K8架構下一代微架構的計劃，當時已有不少消息透露。
一些技術特性如下：
- 為重負載多執行緒應用程式而生的大規模並行運作的多核心微處理器的設計概念[2]
- 高運作時脈[2]
- 大容量快取[2]
- 以及一些特殊的擴展特性[2]
- 使用AMD64（x86-64）指令集架構，相容舊有的x86[3]
- K9微架構的處理器將使用Socket AM2+，這個資訊甚至仍然存在於一些主機板站點頁面資料上。[4]
- 半導體製程方面將從90奈米進化至65奈米。[2]
- 使用K9微架構的處理器系列有Opteron以及Athlon 64。[2]
- 熱設計功耗在30W至55W的範圍內。[5]
- 採用新版本HyperTransport匯流排[6]

但是這個計劃尚處於概念化階段的時候就被下令取消研發，在超微官方宣布K8下一代架構後大約6個月，雖然此時K9的電路架構已完成，但仍未有任何以K9名義的晶片流片。此時不少媒體猜測K8的下一代微架構將是K8L/K10，也有K10架構也被取消研發的傳聞。而後來K10微架構發布以後也有不少特性和當年K9微架構被披露出來時相近。
在一段時間裡K9是新一代雙核心AMD64微處理器的內部架構代號，以Athlon 64 X2的品牌出現，然而超微卻有計劃試圖放棄原來以“K”字號的架構命名方式，並且尋求一個根據不同市場需要劃分處理器效能等級的計劃。另也有傳言指，AMD取消K9而繼續沿用K8的名稱並直接跳到K10，是因為K9的英文發音和「canine」（犬類）類似。

## 外部連結
- 後藤 弘茂 - AMDの次期CPUコア「K9」は2005年に登場か（页面存档备份，存于）（日語）
- AMD K9处理器10GHz起跳?（页面存档备份，存于）（简体中文）